# Onthophagus semicinctus
Onthophagus semicinctus är en skalbaggsart som beskrevs av D'orbigny 1897. Onthophagus semicinctus ingår i släktet Onthophagus och familjen bladhorningar. Inga underarter finns listade i Catalogue of Life.